# Zosterops finschii
El anteojitos de Finsch (Zosterops finschii) es una especie de ave paseriforme de la familia Zosteropidae endémica de Palaos, en la Micronesia. Anteriormente se consideraba una subespecie del anteojitos cenizo.

## Distribución y hábitat
El anteojitos de Ponapé se encuentra únicamente en las islas de Palaos, en el oeste de las islas Carolinas. Su hábitat natural son los bosques húmedos tropicales isleños.